# Oxycoleus gahani
Oxycoleus gahani är en skalbaggsart som först beskrevs av Pierre Émile Gounelle 1911.  Oxycoleus gahani ingår i släktet Oxycoleus och familjen långhorningar. Inga underarter finns listade i Catalogue of Life.